# Piovono pietre
Piovono pietre (Raining Stones) è un film del 1993 diretto da Ken Loach.
Il titolo deriva da un proverbio inglese: «quando piove sui poveri piovono pietre.»

## Trama
Ambientato a Manchester, "Piovono pietre" è la storia del disoccupato Bob che improvvisa gli espedienti più vari per vivere (come rubare una pecora da macellare per vendere la carne o rubare le zolle erbose di un esclusivo club di golf) ma dovrà alla fine ricorrere al prestito di un usuraio per comprare il vestito della prima comunione alla figlia.
Sarà involontariamente responsabile della morte dello strozzino e sarà assolto da padre Barry.

## Riconoscimenti
- 1993 - Festival di Cannes
  - Premio della giuria[1]
- 1993 - Evening Standard British Film Awards
  - Miglior film
- 1994 - London Critics Circle Film Awards
  - Miglior regista britannico dell'anno a Ken Loach